# 柳本長治
柳本 長治（やなぎもと/やないもと ながはる、寛正4年（1463年）－永正17年2月17日（1520年3月6日））は、室町時代から戦国時代にかけての武将。細川氏京兆家の家臣。柳本家藤（出雲守）の子。通称は又次郎。法名は宗雄。

## 概要
永正4年（1507年）に死去した父・家藤は守護代の安富氏の家臣であったとみられ、長治の代に細川政元に近習として取り立てられて直臣化した。
永正4年（1507年）に細川政元が暗殺されると、翌年には出家して宗雄と号している。政元の後継争いが発生すると、当初は細川澄元方として行動していたが、細川高国が離反して澄元に叛旗を翻すとこれに従った（永正の錯乱）。
高国から山城国・丹波国にある荘園の代官に任じられており、永正6年（1509年）には一条家の地子を徴収する権利を巡って、大内氏家臣三隅氏と喧嘩騒ぎを起こしている。
永正8年（1511年）の船岡山合戦や芦屋河原合戦では高国方の有力な武将として参陣しているが、永正17年（1520年）に細川澄元の反攻によって下田中城・越水城を落とされた高国軍が京都へと敗走すると、その途上、山城国西岡の一揆による落ち武者狩りにあい、嫡男の弾正忠某と共に討たれた。
その後、等持院の戦いで戦局の巻き返しに成功した細川高国は既に岩崎氏を継いでいた波多野元清の弟を急遽、長治父子を失った柳本氏の後継とした。後の柳本賢治である。